# Törmävaara
Törmävaara är en kulle i Finland. Den ligger i Tervola i landskapet Lappland, i den norra delen av landet, 700 km norr om huvudstaden Helsingfors. Toppen på Törmävaara är 106 meter över havet.
Terrängen runt Törmävaara är huvudsakligen platt.Runt Törmävaara är det mycket glesbefolkat, med 2 invånare per kvadratkilometer.